# Clayton (Kansas)
Clayton è un comune degli Stati Uniti d'America, situato nello Stato del Kansas, diviso tra la contea di Norton e la contea di Decatur.